# Вертіївка (станція)
Вертіївка — проміжна залізнична станція 5 класу Київської дирекції Південно-Західної залізниці на лінії Чернігів — Ніжин. Розташована в селі Вертіївка.
Розташована в Ніжинському районі Чернігівської області між станціями Вересоч (20 км) та Липів Ріг (8 км).
На станції зупиняються  приміські та регіональні потяги.
.

## Пасажирське сполучення
На станції зупиняються приміські потяги в сполученні Чернігів-Ніжин(6 пар). Також зупиняється 2 регіональних потяги сполучення Чернігів-Київ.
З 01.07.2022 відновлено зупинку регіональних потягів Київ(Вінниця)-Чернігів по станціях Вертіївка та Вересоч. Придбати квитки на регіональні потяги онлайн можна на сайті https://booking.uz.gov.ua/ чи в мобільному додатку Укрзалізниці.
| Рух поїздів по станції Вертіївка |                         |                | |                             |
| №                                | Маршрут сполучення      | Час по станції | Проміжні станції | Періодичність курсування    |
| Регіональне сполучення           |                         |                | |                             |
| 888/ 887                         | Чернігів — Київ, Фастів | 08:30-08:31    | імені Бориса Олійника, Вересоч, Вертіївка, Ніжин, Носівка, Бобровиця,Бобрик,Бровари, Дарниця, Видубичі, Київ-Пасажирський, Вишневе, Боярка   | Крім середи                 |
| 892/ 891                         | Фастів,Київ — Славутич  | 10:08-10:09    | Боярка, Вишневе, Київ-Пасажирський,Видубичі,Дарниця, Бровари, Бобровиця, Носівка, Ніжин, Вертіївка, імені Бориса Олійника, Чернігів, Жукотки | Крім вівторків та четвергів |
| 710                              | Чернігів — Київ         | 18:08-18:09    | імені Бориса Олійника, Вересоч, Вертіївка, Ніжин, Бровари, Дарниця, Київ-Деміївський                                                         | Крім вівторків              |
| 702                              | Вінниця — Чернігів      | 19:00-19:01    | Вишневе, Київ-Пасажирський, Видубичі, Дарниця, Бровари, Ніжин, Вертіївка, Вересоч, імені Бориса Олійника                                     | щоденно                     |

## Історія
Станція виникла 1925 року при будівництві залізниці Ніжин — Чернігів. Мала назву Веркіївка, таку ж назву до 1930 року мало й село, у якому розташована станція. Сучасна назва вживається після 1943 року.